# Wisma 46

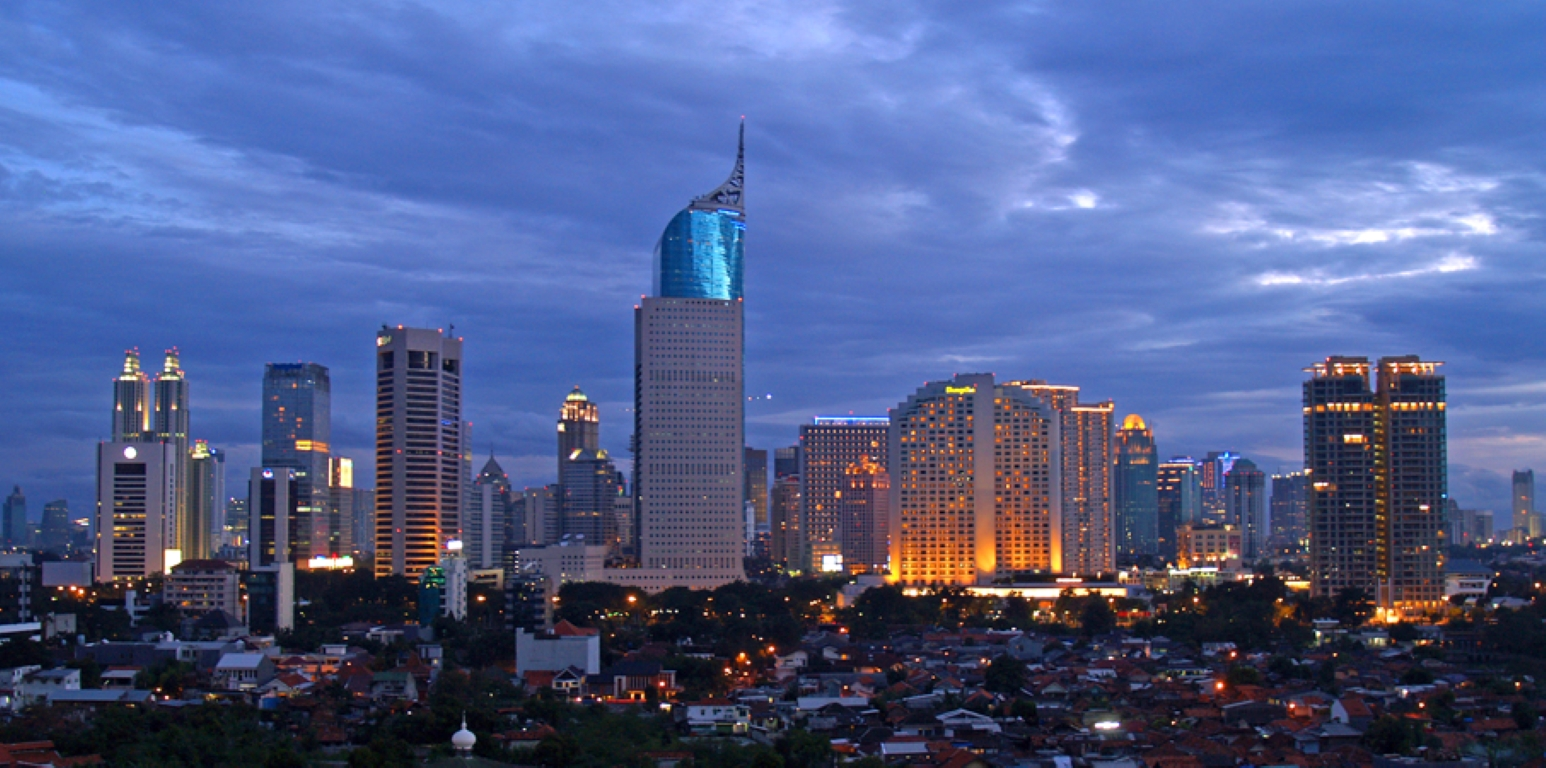
Skyline de Jakarta con el Wisma 46 destacando, el más alto

El Wisma 46 es un rascacielos de 249,9 metros de altura localizado en el complejo Kota BNI en la ciudad de Yakarta, Indonesia. La torre de 48 plantas fue completada en 1996 según el diseño de Zeidler Roberts Partnership y DP Architects Private Ltd.
La torre está localizada en un solar de 15 hectáreas en el centro de la ciudad de Yakarta. Tiene un área construida de 140.028 m²
La torre contiene 23 ascensores los cuales pueden alcanzar velocidades de 360 mpm.
Wisma 46 es el 99 edificio más alto del mundo, contando la altura hasta la aguja. Es también uno de los edificios más altos del hemisferio sur. Cuando se mide hasta el techo la altura es de 228 metros y si se mide hasta el punto más bajo del techo la altura es de 200 metros.
La torre tiene 48 plantas sobre el suelo ocupadas exclusivamente por oficinas. Hay 2 sótanos usados como aparcamiento de coches.